# 빈디아산맥

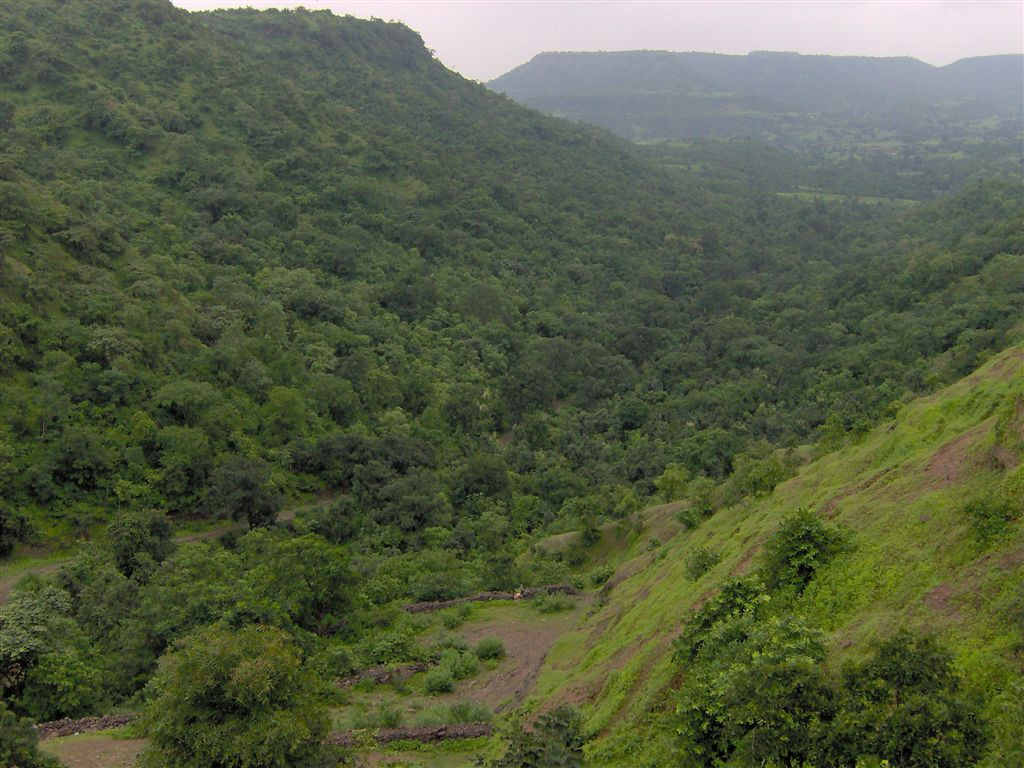
빈디아산맥

빈디아산맥(Vindhyachal, Vindhya Range)은 인도 중부에 있는 산맥으로 인도를 크게 북인도와 남인도로 나눈다. 인도의 역사 및 지리적으로도 중요한 산맥이다. 구자라트 동부부터 마디아프라데시주에 걸쳐 확산되어 있다. 최고 지점은 1,113m이다.